# Josiane Soares
Josiane Fischer Soares (Blumenau, 21 de junho de 1976) é uma atleta brasileira.
Pratica a modalidade de arremesso de peso e lançamento de martelo. Atualmente tem várias conquistas no Brasil e em toda a América.
Sua melhor marca no arremesso de peso é 14m61, obtidos em 22/05/2005 em Belém, Brasil. E sua melhor marca no lançamento de martelo é 63m86, obtidos em 29/09/2006 em Tunja, Colômbia.
Em 2007 representou o Brasil no Pan do Rio, ficando em 10º no lançamento de martelo.
Nos Jogos Pan-Americanos de 2011, ficou em 9º no lançamento de martelo, com a marca de 61,47m 

## Conquistas
- Vice-campeã no torneio brasileiro - São Caetano
- Vice-campeã no GP de Montevidéu
- Campeã no GP de Santa Fé
- 4º lugar no campeonato ibero americano - Porto Rico
- Vice-campeã no troféu Brasil - SP
- 4º lugar no Sul Americano - Colômbia
- Campeã dos 46º Jasc - Joaçaba

## Ligações Externas
- Dados de Josiane na IAAF